# Hanna Sadczanka
Hanna Sadczanka (biał. Ганна Сяргееўна Садчанка; ur. 2 lipca 1999) – białoruska zapaśniczka walcząca w stylu wolnym. Zajęła 26. miejsce na mistrzostwach świata w 2023 roku. 
Piąta na mistrzostwach Europy w 2020. Piąta w indywidualnym Pucharze Świata w 2020. Zajęła szóste miejsce w Pucharze Świata w 2018. Trzecia na ME kadetów w 2016 roku.